# Aikanã
Aikanã (ook aangeduid als Massacá, Huari, Corumbiara, Kasupá, Mundé, Tubarão of Winzankyi) is een verzamelnaam voor ongeveer 40 inheemse stammen in Brazilië. Zij bewonen het gebied in de buurt van de Guaporé-rivier in de staat Rondônia. In 2005 waren er ongeveer 180 Aikanã. De eerste contacten met de Westerse wereld vonden plaats in de jaren '40.

## Woongebied
De meeste Aikanã wonen in drie dorpen in het reservaat Tubarão-Latundê. Eerder woonden zij in een ander gebied, maar in 1970 zijn ze samen met twee andere volken door de overheidsinstelling INCRA naar dit reservaat gebracht.
Nadat ze in dit gebied aankwamen, stierven veel Aikanã door ziekte. De grond in dit reservaat is zanderig en aangetast door erosie. Vroeger tapten de Aikanã vooral rubber, maar hier zijn ze mee gestopt nadat dit product in prijs gedaald is.

## Taal
De taal, die ook Aikanã heet, is tot op heden nog niet geclassificeerd, omdat het nog niet mogelijk geweest is de relatie met andere inheemse talen te bepalen.
De taal heeft 10 klinkers (waarvan 4 nasale) en 16 medeklinkers. Een grammaticale bijzonderheid is dat in de vervoeging van het werkwoord aspecten als grootte, vorm en substantie weergegeven kunnen worden.
In elk van de drie Aikanã-dorpen staat een school, die onderhouden wordt door de gemeente Vilhena. In deze scholen krijgen de kinderen onderwijs in het Portugees en het Aikanã. In twee van deze scholen krijgen de kinderen zelfs les in geschreven Aikanã.

## Gebruiken
Een Aikanã-mythe is die van Kiantô. Dit is een grote slang met de kleuren van de regenboog, die heerst over een wereld van waterwezens.
Een andere mythe is dat tijdens een zonsverduistering (Ya imeen: "de dag dat de zon stierf") alle mensen die zich niet in hun huis bevinden, aangevallen kunnen worden door de bosgeesten.

## Huidige situatie
De situatie van de Aikanã is sterk verslechterd na de daling van de rubberprijs in de jaren '90. Tegenwoordig produceren ze handwerkproducten. Ze hebben een vereniging opgericht om het behoud van hun cultuur te bevorderen.